# Конвал Бретонский
Конвал (около 580 года) — бретонский святой, настоятель в епархии Трегье. День памяти — 10 сентября.
Святой Конвал (Conval), или Гунвал (Gunval), по преданию жил в Пенвенане и в Плугресканте.

## Предание
Святой Конвал сначала обосновался в лесах Гарса, между Ханвеком и Лопиталь-Камфру. Чтобы построить молельню, он подрубил дуб, который выращивался местным сеньором. Разъярившись, он бросился на святого. Покидая место, св.Конвал сказал, что впредь в тех краях не найдут и дерева, чтобы сделать ось для телеги. Его слова исполнились, в тех краях нет ничего, что подходило бы для изготовления осей по размеру и крепости. Святой Конвал удалился в леса Крану, где местный более благожелательный сеньор, разрешил святому использовать деревья по выбору. В ответ на это святой сказал, что леса Крану никогда не оскудеют, что и сбылось.

## Следы почитания культа св. Конвала в Бретани

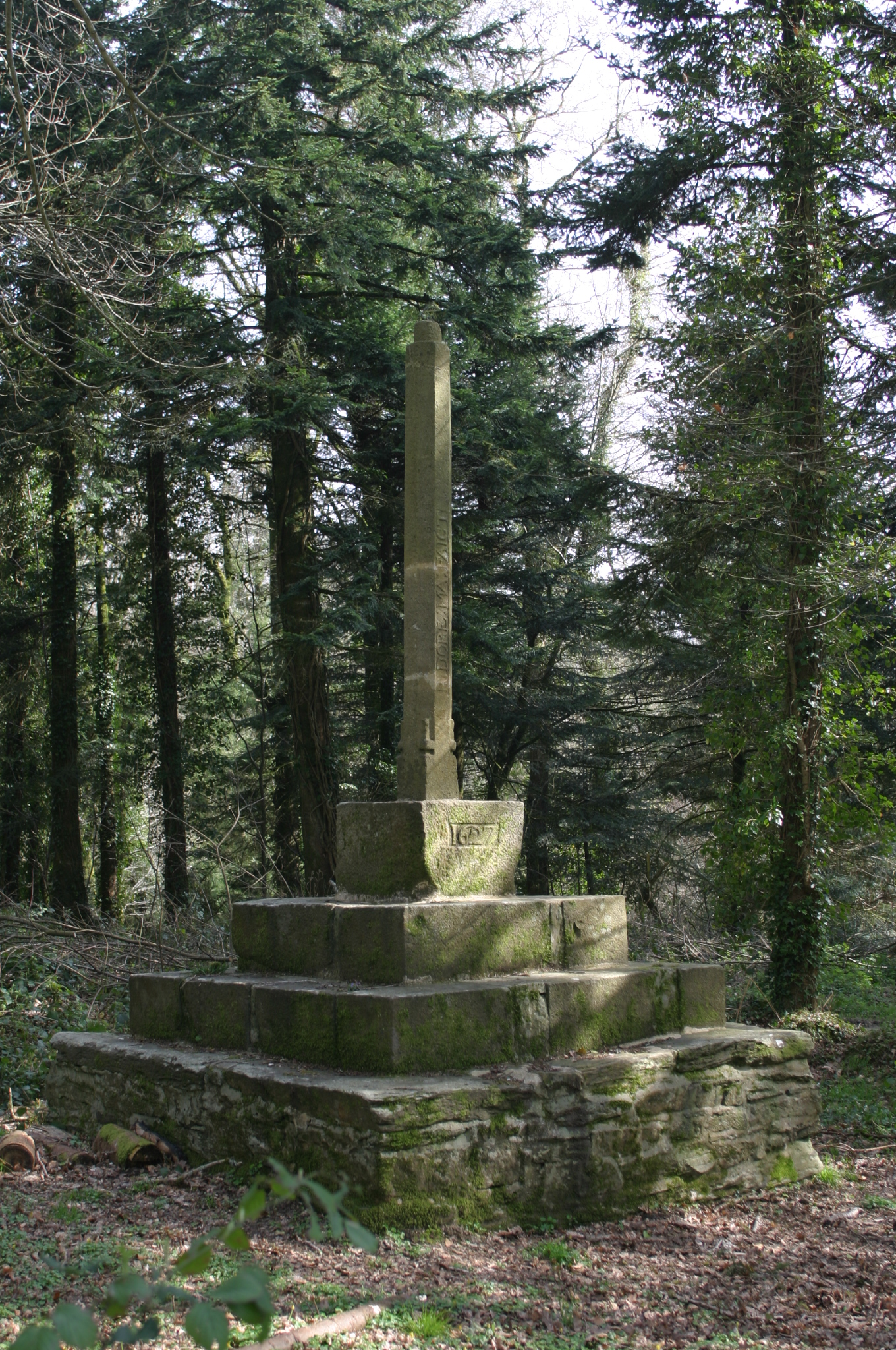
Голгофа – лес Крану
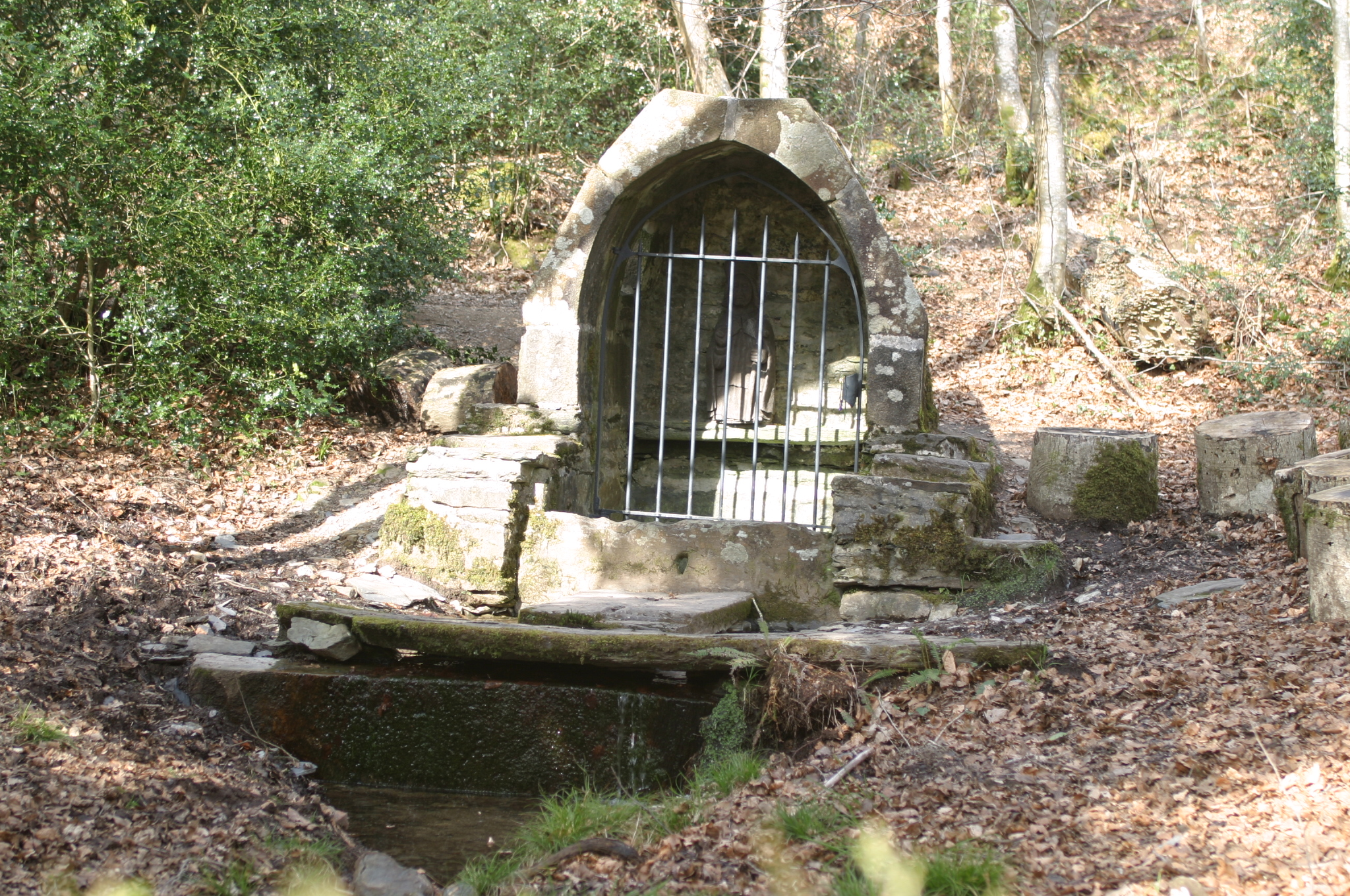
Источник св. Конвала
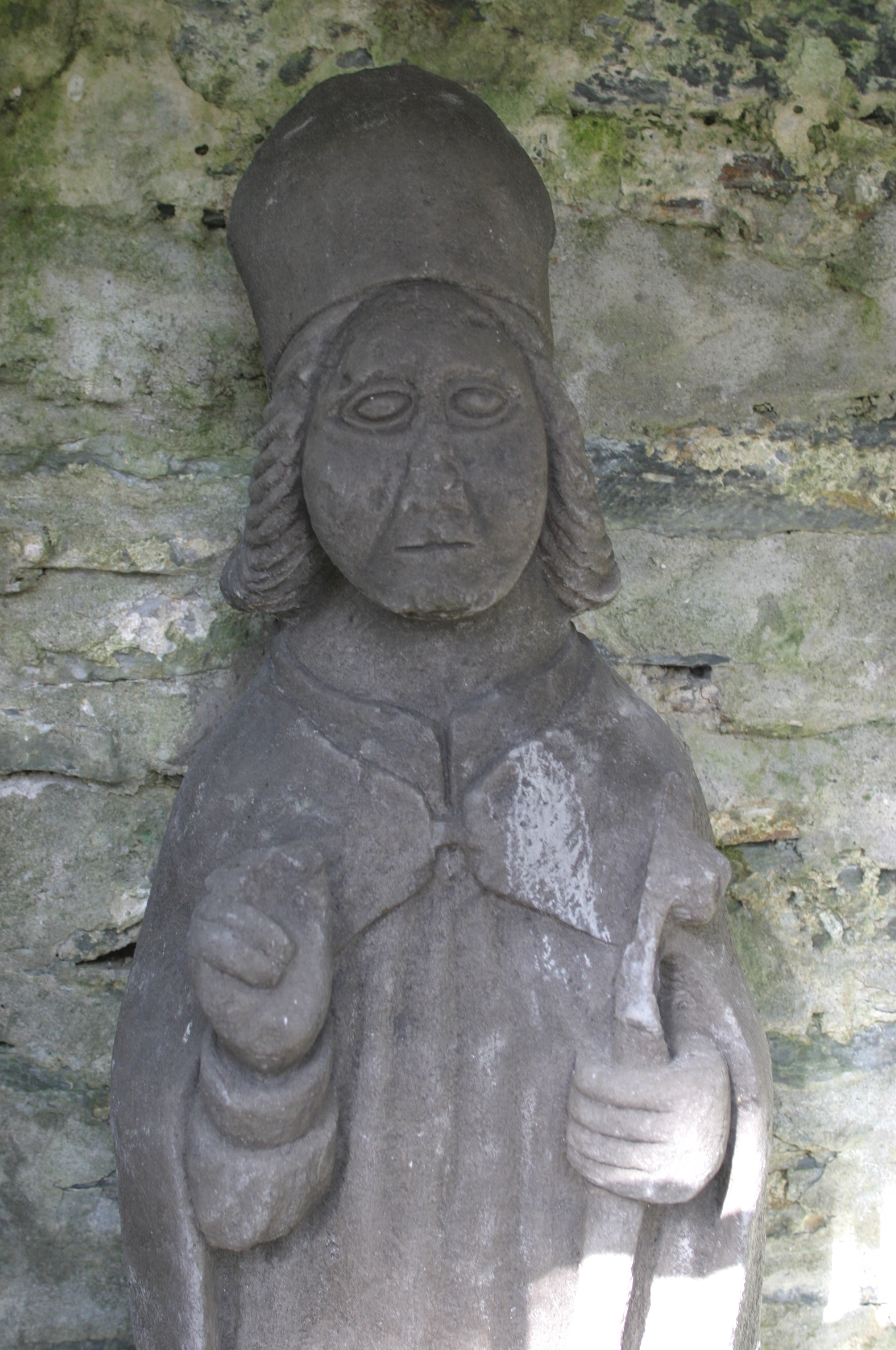
Св. Конвал